# Клокун Максим
Макси́м Клоку́н — молодший сержант Збройних сил України, учасник російсько-української війни 2014—2017.

## Життєвий шлях
Проживає в Києві, працював торговим представником в приватній фірмі. У часі війни звільнився з роботи, доброволець. У військкоматі відмовили, тоді подався до тренувального табору «Правого сектору». Воював в складі батальйону «Шахтарськ». 30 липня вирушили в Старобешеве, патрулювали сусідні села. 4 рази здійснювали розвідку боєм під Іловайськом. Під час четвертої розвідки боєм підірвався на міні. Побратими ногу сподівалися врятувати, склали її як змогли, п'ятою до автомата прив'язали. Проте лікарі змушені були ампутувати праву ногу по коліно.
Перебуваючи на уздоровленні, не зміг довести, що був на фронті — клерки загубили документи. Зумів перебороти комплекс неповноцінності, почав у центрі «Серце воїна» проводити тренінги для вояків із подібними проблемами.
Судився півтора року, у березні 2016-го отримав статус учасника бойових дій. Його життєве гасло «Нічого, могло бути й гірше».